# Personaggi di Dream Team

I giocatori della Sakura Josui nella sigla finale

Questa è la lista dei personaggi del manga e anime Dream Team.

## Principali

### Sho Kazamatsuri
Sho Kazamatsuri (風祭 将?, Kazamatsuri Shō) è un attaccante della Sakura Josui e protagonista della serie. Inizialmente giocava nella Musashi no Mori, ma, a causa della sua statura, era relegato nella terza squadra. Visto che il calcio gli piace molto, decide di andare alla Sakura Josui, dove migliora e diventa un punto di forza per la squadra. È molto aperto, e per questo riesce subito a farsi amici i compagni giocatori. È stato lui a reclutare Fuwa (il portiere) e a convincere Noro (un difensore) a entrare in squadra. Figlio di Kensuke Shiomi, ex calciatore semi-professionista, e Reiko Kazamatsuri, i suoi genitori sono morti in un incidente stradale e da quel momento fu adottato dagli zii, ma in seguito vive col fratello Ko in una casa tutta loro. Dopo tante partite e vittorie con la Sakura Josui, Sho viene visionato da un osservatore della nazionale giapponese, che lo convoca per la partita contro la Corea insieme a Mizuno Tatsuya, Daichi Fuwa e in seguito Shigeki Sato. Partito inizialmente dalla panchina, Sho sarà fondamentale per il Giappone, grazie alla sua doppietta che varrà il 4-4 finale. A fine partita, un osservatore dell'Atletico Madrid gli farà sapere che lo terranno d'occhio per un possibile acquisto. Viene doppiato da Minako Komukai nel doppiaggio originale, da Shun Horie nel ridoppiaggio e da Davide Garbolino nel secondo doppiaggio italiano.

### Mizuno Tatsuya
Mizuno Tatsuya (水野 竜也?, Mizuno Tatsuya) è un attaccante e il capitano della Sakura Josui. Suo padre è allenatore di un'altra squadra di Tokyo e ha spesso tentato di arruolare il figlio al suo team, senza mai riuscirci. Si dimostra astuto ma molto solitario, eccetto con Sho, con cui ha stretto un buon rapporto di amicizia. Viene doppiato da Takeshi Maeda nel doppiaggio originale, da Shinnosuke Tachibana nel ridoppiaggio e da Maurizio Merluzzo nel secondo doppiaggio italiano.

### Daichi Fuwa
Daichi Fuwa (不破 大地?, Fuwa Daichi) è il portiere della Sakura Josui. A fine serie diventa portiere di riserva della selezione di Tokyo. È un ragazzo aggressivo e solitario, ma nelle partite è sempre calmo e ha buoni riflessi. È stato Sho a reclutarlo e a farlo appassionare al calcio. Viene doppiato da Kohei Kiyasu nel doppiaggio originale, da Takuya Eguchi nel ridoppiaggio e da Alessandro Rigotti nel secondo doppiaggio italiano.

### Shigeki Sato
Shigeki Sato (佐藤 成樹?, Satō Shigeki) è un attaccante della Sakura Josui. Inizialmente gioca nel ruolo di portiere, visto che Daichi non era ancora stato ammesso in squadra. Ha voglia sempre di scherzare ma ogni tanto perde la pazienza, soprattutto nelle partite. Negli ultimi episodi viene rivelato che Shige era fuggito di casa a 11 anni ed aveva poi recuperato la scuola, anche se studiare non è mai stato il suo forte. Viene doppiato da Hidenobu Kiuchi nel doppiaggio originale, da Ryōsuke Kanemoto nel ridoppiaggio e da Luca Bottale nel secondo doppiaggio italiano.

## Minori
- Masato Takai (高井 真人?, Takai Masato): egli è l'attaccante (ala destra o sinistra) della scuola Sakura Josui. Il suo miglior amico è Sho Kazamatsuri, ma va d'accordo anche con il resto della squadra. Molto sportivo spesso perde la pazienza, soprattutto nelle partite. Il padre ha un negozio di frutta e verdura. Prima che Mizuno Tatsuya diventasse capitano era sempre una riserva. Viene doppiato in Giappone da Hirotaka Nagase nel doppiaggio originale, da Shintarou Oohata nel ridoppiaggio ed in Italia da Federico Zanandrea nel secondo doppiaggio[1].
- Yuko Katori (香取 夕子?, Katori Yūko): professoressa d'inglese di Sho e Shige, inizialmente anche allenatrice della Sakura Josui. Viene doppiata in Giappone da Miki Haramoto nel doppiaggio originale ed in Italia da Beatrice Caggiula nel secondo doppiaggio[1].
- Soju Matsushita (松下 左右十?, Matsushita Sōjū): allenatore della Sakura Josui. Accanito fumatore, non manca mai di tenere una sigaretta in bocca. Ex calciatore professionista con un passato in J-League e nella Nazionale. Viene doppiato in Giappone da Taiten Kusunoki nel doppiaggio originale, da Hidenobu Kiuchi nel ridoppiaggio ed in Italia da Claudio Ridolfo nel secondo doppiaggio[1].
- Santa Yamaguchi (山口 杉太?, Yamaguchi Santa): attaccante, costantemente geloso di Sho. Tiene sempre a ricordare di non avere niente a che fare con Santa Claus. Viene doppiato in Giappone da Mika Ishibashi nel doppiaggio originale e da Yūko Sanpei nel ridoppiaggio.
- Hideyoshi Noro (野呂 浩美?, Noro Hiroyoshi): difensore. Non è molto bravo a giocare a calcio, e per questo voleva abbandonare la squadra. Rinuncia all'idea grazie a Sho, che gli fa capire che in realtà è un elemento importante nella Sakura Josui. Viene doppiato in Giappone da Naomi Matamura nel doppiaggio originale, da Rie Kugimiya nel ridoppiaggio ed in Italia da Paolo De Santis nel secondo doppiaggio[1].
- Hideomi Hanazawa, difensore della Sakura Josui.
- Yusuke Morinaga, centrocampista della Sakura Josui.
- Aye Toyama, centrocampista della Sakura Josui.
- Yoshihigo Koga, difensore della Sakura Josui.
- Mamoru Tanaka, difensore della Sakura Josui.
- Kaouru Gomi, centrocampista della Sakura Josui.
- Oya-san (おやっさん?, Oya-san): venditore di oden conosciuto da Sho all'inizio della serie. Si affeziona molto al ragazzo e va sempre a fare il tifo per lui nelle partite. Viene chiamato col suffisso -san, letteralmente signore, anche in Italia. Viene doppiato in Giappone da Tony Hirota nel doppiaggio originale, da Shirō Saitō nel ridoppiaggio ed in Italia da Vittorio Bestoso nel secondo doppiaggio[1].
- Ko Kazamatsuri (風祭 功?, Kazamatsuri Kō): fratello maggiore di Sho. Donnaiolo, ha sempre sostenuto la voglia del fratello di giocare a calcio, ed infatti fa sempre il tifo per Sho dagli spalti nelle partite. Viene doppiato in Giappone da Hiroki Takahashi nel doppiaggio originale, da Hidenori Takahashi nel ridoppiaggio ed in Italia da Ruggero Andreozzi nel secondo doppiaggio[1].
- Katsorou Shibusawa (?): Portiere e capitano della prima squadra della Musashi-no-mori e poi della selezione di Tokyo; oltre ad essere uno dei giocatori più talentuosi del panorama di Tokyo, è dotato di grande carisma e leadership ed è rispettato sia da compagni che da avversari. In più di un'occasione, mostra la sua ammirazione a Sho e per la Sakura Josui.
- Seiji Fujishiro (?): Attaccante e cannoniere della prima squadra della Musashi-no-mori e poi della selezione di Tokyo; dotato di enorme talento, nonostante il suo carattere gioviale in campo dà tutto sé stesso per portare alla vittoria la sua squadra. Più volte ribadisce la sua ammirazione per Sho e per la Sakura Josui.
- Akira Mikami (?): Trequartista della prima squadra della Musashi-no-mori e poi della selezione di Tokyo, in costante competizione con Mizuno del quale teme una possibile concorrenza per la titolarità e per la maglia numeor 10 della sua squadra.
- Souichiro Kirihara (?): allenatore della prima squadra della Musashi-no-mori e padre di Mizuno. Da anni cerca invano di convincere il figlio ad unirsi alla sua squadra poiché convinto che il suo talento sia sprecato nella Sakura Josui.
- Ryoichi Tenjou: Attaccante e cannoniere della Kokubonichu e poi della selezione di Tokyo. All'apparenza cinico e austero e nonostante giochi un calcio aggressivo e individualista, Tenjou è in realtà un ragazzo di cuore, fortemente attaccatto alla nonna, dalla cui perdita saprà riprendersi solo grazie al confronto di Sho, con il quale stringerà un bel rapporto di amicizia. Lascerà il Giappone e la selezione per andare a vivere con la madre, appena ritrovata, in Germania.
- Amamiya: allenatore della Kokubonichu ed ex calciatore professionista, compagno di squadra di Matsushita, con cui giocava come attaccante fin quando non rinunciò alla sua carriera dopo un litigio con l'attuale allenatore della Sakura Josui.
- Tsubasa Shiina: Difensore centrale e capitano della Hibachu e poi della selezione di Tokyo. Nonostante la bassa statura, questi è un giocatore molto sicuro di sé e il suo temperamento aggressivo lo rendono un piccolo gigante in campo, non solo nella sua metà campo. Diventa molto amico di Sho, soprattutto nel periodo della selezione.
- Naoki Inowe: Terzino destro e sinistro della Hibachu e poi della selezione del Kansai; tra i 5 difensori dell'Hibachu è quello meno dotato, ma compensa le sue mancanze con la grande determinazione, soprattutto quando ha a che fare con Shige, suo amico-rivale da quandro era bambino e con cui ha un conto in sospeso.
- Akira Saionji: Allenatrice della Hibachu, avanguardista della difesa a 5, e poi selezionatrice e allenatrice della selezione di Tokyo. In passato, calciatrice professionista, di ruolo attaccante e capocannoniere del campionato.
- Takashi Narumi: attaccante e capitano della Meiseichu e poi della selezione di Tokyo, è un centravanti dotato di grande talento, oltre che di grande prestanza fisica e senso della posizione. Noto casanova, arriva a flirtare con Shiina, scambiandolo per una ragazza.
- Eishi Kaku: Centrocampista della Zoushigayaminami e poi della selezione di Tokyo, calciatore dotato di ottima tecnica nel palleggio e bravo nei calci piazzati. Ha origini coreane da parte di madre: il cugino, Yi Yun-gyeong, è il capitano della selezione di Seoul.
- Yuto Wakana, centrocampista e capitano della Seta e poi della selezione di Tokyo, dotato di ottima tecnica nel palleggio.
- Kazuma Sanada, ala della Nogamigaoka e poi della selezione di Tokyo,dotato di ottima tecnica nel palleggio e buone doti atletiche.
- Taki Sujihara, centrocampista della Takanawa e poi della selezione di Tokyo, dotato di ottima tecnica nel palleggio. Selezionato inizialmente nella squadra B, destinata alle riserve, condivide la stanza con Sho e lega molto con lui, si fa notare dall'allenatrice per i suoi passaggi precisi.